# Zlatopil (Járkov)
Zlatopil (en ucraniano: Златопіль; en ruso: Златополь) es una ciudad ucraniana perteneciente al óblast de Járkov. Situada en el noreste del país, forma parte del raión de Lozová y centro del municipio (hromada) homónimo.

## Toponimia
Hasta 1952, el nombre oficial del lugar fue Lijacheve (en ucraniano: Лихачеве; en ruso: Лихачёво, romanizado: Lijachevo). Desde entonces hasta 2024, el nombre oficial fue Pervomaiski (en ucraniano: Первомайський, romanizado: Pervomaiskyi; en ruso: Первомайский).

## Geografía
Zlatopil se encuentra 95 km al sur de Járkov.

### Clima
El clima de Zlatopil es continental moderado: inviernos fríos y nevados y veranos calurosos. Las temperaturas medias estacionales no son ni demasiado frías en invierno ni demasiado calurosas en verano: -6,9 °C en enero y 20,3 °C en julio. La precipitación media asciende a 513 mm al año, siendo la mayor en junio y julio.
| Parámetros climáticos promedio de Pervomaiski (Járkov) | Parámetros climáticos promedio de Pervomaiski (Járkov) | Parámetros climáticos promedio de Pervomaiski (Járkov) | Parámetros climáticos promedio de Pervomaiski (Járkov) | Parámetros climáticos promedio de Pervomaiski (Járkov) | Parámetros climáticos promedio de Pervomaiski (Járkov) | Parámetros climáticos promedio de Pervomaiski (Járkov) | Parámetros climáticos promedio de Pervomaiski (Járkov) | Parámetros climáticos promedio de Pervomaiski (Járkov) | Parámetros climáticos promedio de Pervomaiski (Járkov) | Parámetros climáticos promedio de Pervomaiski (Járkov) | Parámetros climáticos promedio de Pervomaiski (Járkov) | Parámetros climáticos promedio de Pervomaiski (Járkov) | Parámetros climáticos promedio de Pervomaiski (Járkov) |
| Mes                                                    | Ene.                                                   | Feb.                                                   | Mar.                                                   | Abr.                                                   | May.                                                   | Jun.                                                   | Jul.                                                   | Ago.                                                   | Sep.                                                   | Oct.                                                   | Nov.                                                   | Dic.                                                   | Anual                                                  |
| ------------------------------------------------------ | ------------------------------------------------------ | ------------------------------------------------------ | ------------------------------------------------------ | ------------------------------------------------------ | ------------------------------------------------------ | ------------------------------------------------------ | ------------------------------------------------------ | ------------------------------------------------------ | ------------------------------------------------------ | ------------------------------------------------------ | ------------------------------------------------------ | ------------------------------------------------------ | ------------------------------------------------------ |
| Temp. máx. media (°C)                                  | -2.8                                                   | -2.0                                                   | 3.7                                                    | 14.0                                                   | 20.7                                                   | 24.6                                                   | 25.9                                                   | 25.2                                                   | 19.4                                                   | 11.7                                                   | 3.6                                                    | -0.8                                                   | 11.9                                                   |
| Temp. mín. media (°C)                                  | -8.5                                                   | -8.1                                                   | -2.9                                                   | 4.7                                                    | 9.9                                                    | 13.8                                                   | 15.0                                                   | 14.1                                                   | 9.1                                                    | 3.7                                                    | -1.8                                                   | -5.8                                                   | 3.6                                                    |
| Precipitación total (mm)                               | 44                                                     | 32                                                     | 27                                                     | 36                                                     | 47                                                     | 58                                                     | 60                                                     | 50                                                     | 41                                                     | 35                                                     | 44                                                     | 45                                                     | 549                                                    |
| [cita requerida]                                       |                                                        |                                                        |                                                        |                                                        |                                                        |                                                        |                                                        |                                                        |                                                        |                                                        |                                                        |                                                        |                                                        |

## Historia
En 1869 se inauguró el ferrocarril Kursk-Járkov-Sebastopol y en agosto del mismo año se construyó una parada de silbidos a 80 kilómetros de Járkov. Los trenes paraban para recoger agua y leña y la estación recibió el nombre de Lijachevo, en honor del terrateniente Lijachov (cuya finca estaba cerca del pueblo de Sivash, a pocos kilómetros de la vía férrea). Se suministraba agua desde el lago Sivash y se construyó una torre de agua.
Del 29 de abril al 14 de diciembre de 1918, durante la guerra civil rusa, el pueblo formó parte de la República Popular Ucraniana. Desde junio de 1919 hasta diciembre de 1919, como parte de Rusia del Sur y desde diciembre de 1922, parte de la República Socialista Soviética de Ucrania en la URSS.
Después de la guerra civil rusa, los soviets rurales (conjuntos) de Alekseevskogo, Berekskogo y Alto Bishkinskogo decidieron reubicar a los campesinos de estas aldeas en la granja de Lijachevo. Así, en 1924 se construyó un asentamiento en Lijachevo, que originalmente estaba bajo la jurisdicción del consejo de la aldea de Verjne Bishkinsk. Los fundadores de la aldea fueron inmigrantes de las aldeas de Alexeevka, Bereka, Maslivka y Verjne Bishkinsk. Se construyeron escuelas de agricultura y artesanía, además de una escuela primaria, a la que asistían tanto niños como adultos. La población aumentó a medida que los trabajadores vinieron a trabajar a la planta mecánica y de ladrillos, así como al molino. A principios de diciembre de 1929 se organizó la estación de máquinas y tractores de Lijachevo. Desde octubre de 1930 se publica aquí el periódico local Znamiya Truda.
El 20 de octubre de 1941, en plena Segunda Guerra Mundial, las tropas del Eje ocuparon Lijachevo. Unos 38 niños y niñas fueron enviados a trabajar como trabajadores esclavos en Alemania y quince personas de la aldea se unieron a los partisanos del raión. Lijachevo se convirtió repetidamente en escenario de feroces combates. Durante la guerra cambió de manos cuatro veces pero el 16 de septiembre de 1943, las tropas del Frente Estepario finalmente devolvieron Lijachevo al control soviético.
El 24 de junio de 1952, el asentamiento Lijachevo pasó a llamarse Pervomaiski y se convirtió en centro del raión de Pervomaiski; también recibió el estatus de asentamiento urbano en 1957. La construcción de una fábrica de productos químicos comenzó en 1964. En 1974 era un asentamiento de tipo urbano con varias fábricas y 19.400 habitantes.Pervomaiski ha tenido el estatus de ciudad desde 1991 y recibió el estatus de ciudad de importancia regional en 1992.
El 28 de mayo de 2009, la Rada Suprema de Ucrania registró un proyecto sobre la restauración de los nombres históricos de los asentamientos de Ucrania, que proponía cambiar el nombre de Pervomaiski a Lijacheve. A principios de 2018 se acordó la construcción de una planta de energía solar en el territorio de la ciudad de Pervomaisk con una potencia de unos 50 MW.
Hasta el 18 de julio de 2020, Pervomaiski fue una ciudad de importancia regional y centro del raión de Pervomaiki sin pertenecer a él. El estatus se abolió en julio de 2020 como parte de la reforma administrativa de Ucrania, que redujo el número de raiones del óblast de Járkiv a siete. El área del raión de Pervomaiki se fusionó con el raión de Lozová.
En 2022, se intentó dos veces cambiar el nombre de la ciudad como parte de las campañas de descomunización y desrusificación en Ucrania. Los residentes locales eligieron un nuevo nombre para esta ciudad: Dobrodar (en ucraniano: Добродар). Pero los diputados locales de la ciudad no apoyaron dos veces el cambio de nombre en las sesiones del ayuntamiento. Un tercer intento a finales de septiembre de 2023 tampoco tuvo éxito, ya que faltaba un voto para alcanzar el quórum. Ahora la Rada Suprema puede decidir el nuevo nombre de Pervomaiski. El nombre elegido fue Zlatopil, en honor a una antigua ciudad ucraniana, aprobado en la Rada Suprema el 19 de septiembre de 2024.

## Demografía
La evolución de la población de Zlatopil entre 1939 y 2022 fue la siguiente:
| 640                                                           | 7503 | 15 666 | 31 141 | 37 474 | 32 523 | 31 061 | 30 389 | 29 610 | 28 510 |
| (Fuente: Cities & Towns of Ukraine y UKRAINE: Größere Städte) |      |        |        |        |        |        |        |        |        |

Según el censo de 2001, el 64% de la población son ucranianos, el 34% son rusos y el resto de minorías son principalmente bielorrusos (0,7%). En cuanto al idioma, la lengua materna de la mayoría de los habitantes, el 53,15%, es el ruso; del 42,26% es el ucraniano.

## Economía
Zlatopil fue planeada como una colonia para los trabajadores y el personal administrativo de la fábrica química de Jimprom. Hasta la caída de la URSS en 1992, los habitantes de la ciudad tenían buenos ingresos, pero después la economía de la ciudad colapsó y muchos quedaron sin trabajo. Sin embargo, a finales de los años 1990 algunas empresas privadas se trasladaron a Zlatopil.

## Infraestructura

### Educación
Zlatopil originalmente tenía sólo dos escuelas hasta 1977 pero actualmente tiene cinco escuelas secundarias, una es en ruso y el resto es en ucraniano. Hay una universidad que ofrece educación técnica después del noveno grado en muchos campos como cocina, construcción de tractores, conducción, manejo de ruedas pesadas y fertilización de campos.

### Transporte
Zlatopil está situado en la línea ferroviaria Pivdenna Zalisnitsa y la estación de tren se llama Lijachove. Pervomaiski es también un importante centro de carreteras que une muchas otras ciudades como Lozová, Merefa, Balaklia e Izium con el óblast de Járkov por las carreteras T-2107 y T-2110. 

## Cultura

### Prensa
Zlatopil tiene dos periódicos que funcionan en la región y la ciudad, y dos canales de televisión privados: Pervomaiskyi-Info y Nadia TV, fundada en 1993.

## Personas destacadas
- Olexandr Abramenko (1988): deportista ucraniano que compite en esquí acrobático, especialista en la prueba de salto aéreo, oro en Pyeongchang 2018 y plata en Pekín 2022.

## Galería

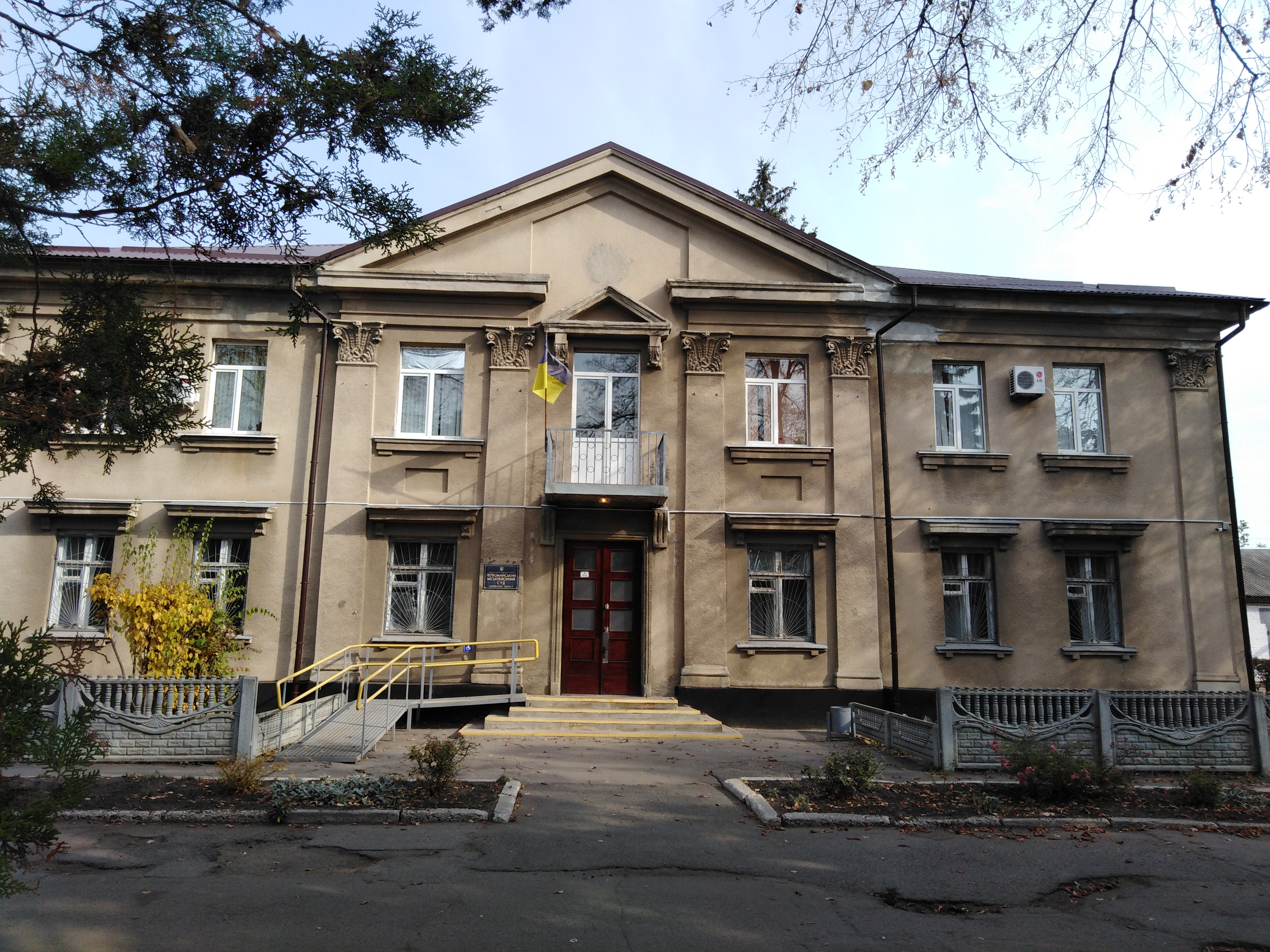
Edificio del antiguo raión
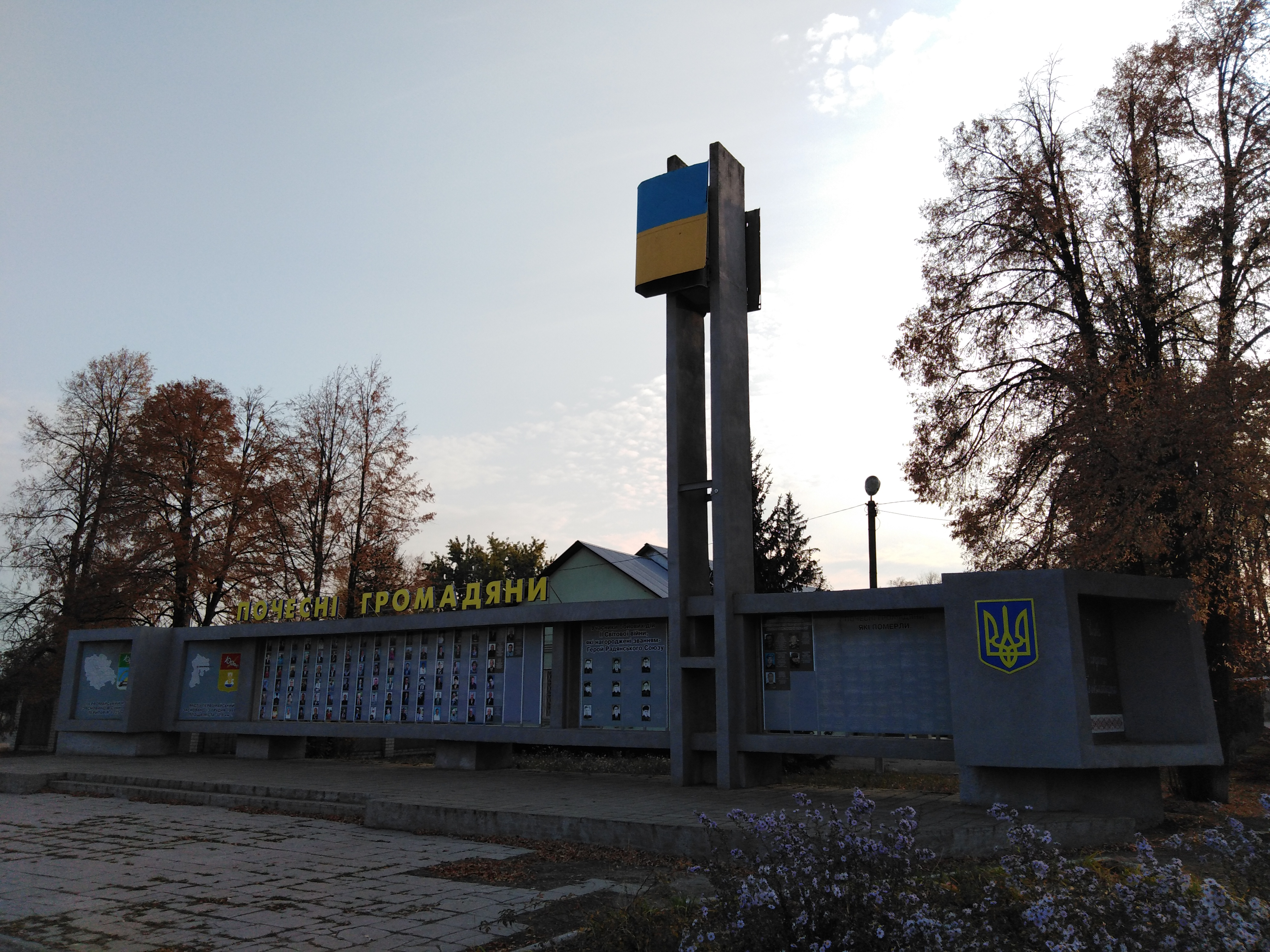
Monumento a los ciudadanos honorarios
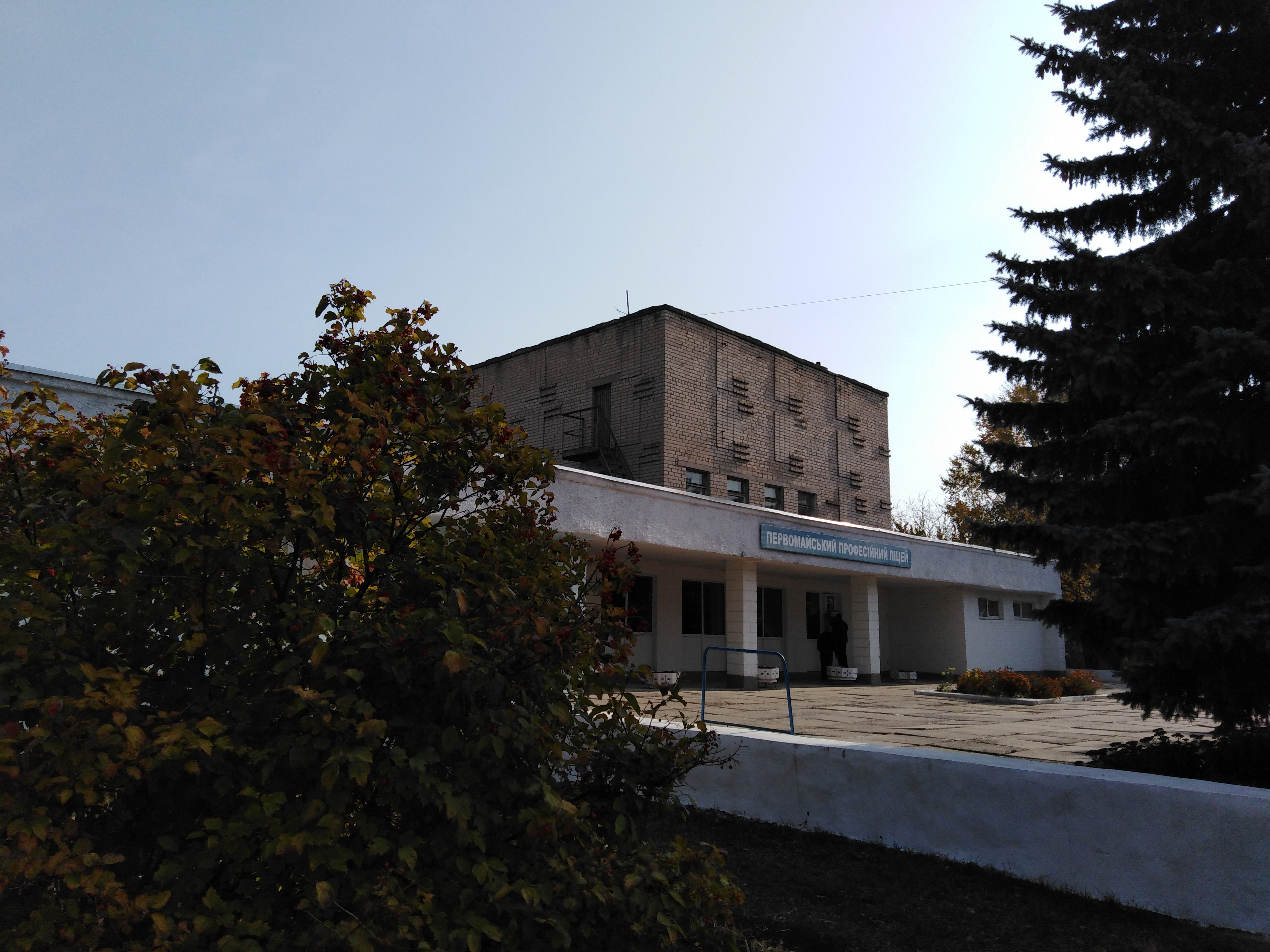
Instituto profesional de Pervomaiski
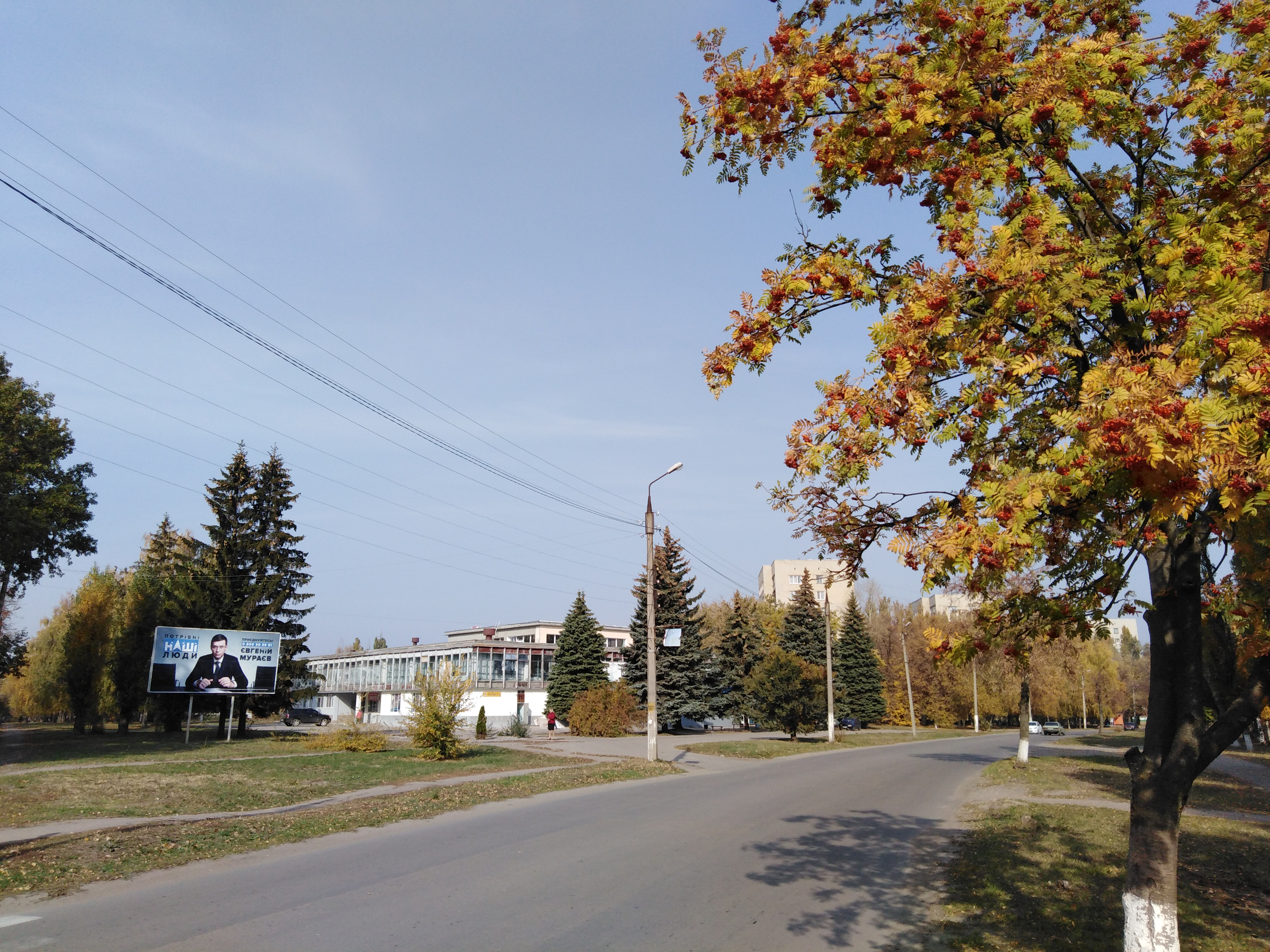
Calle Zhovtneva
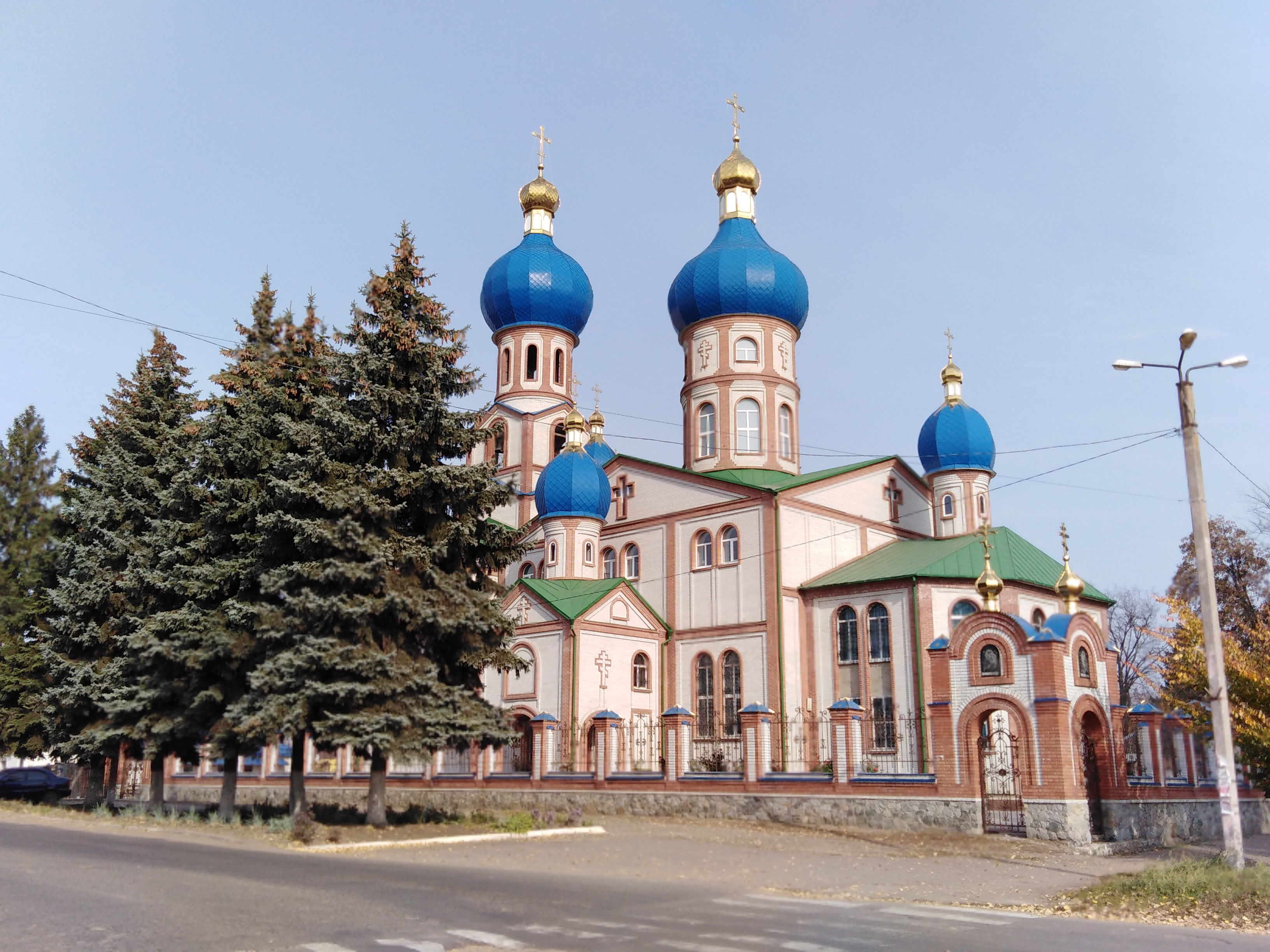
Iglesia de Nuestra Señora de Kazán